# 卡爾·透納

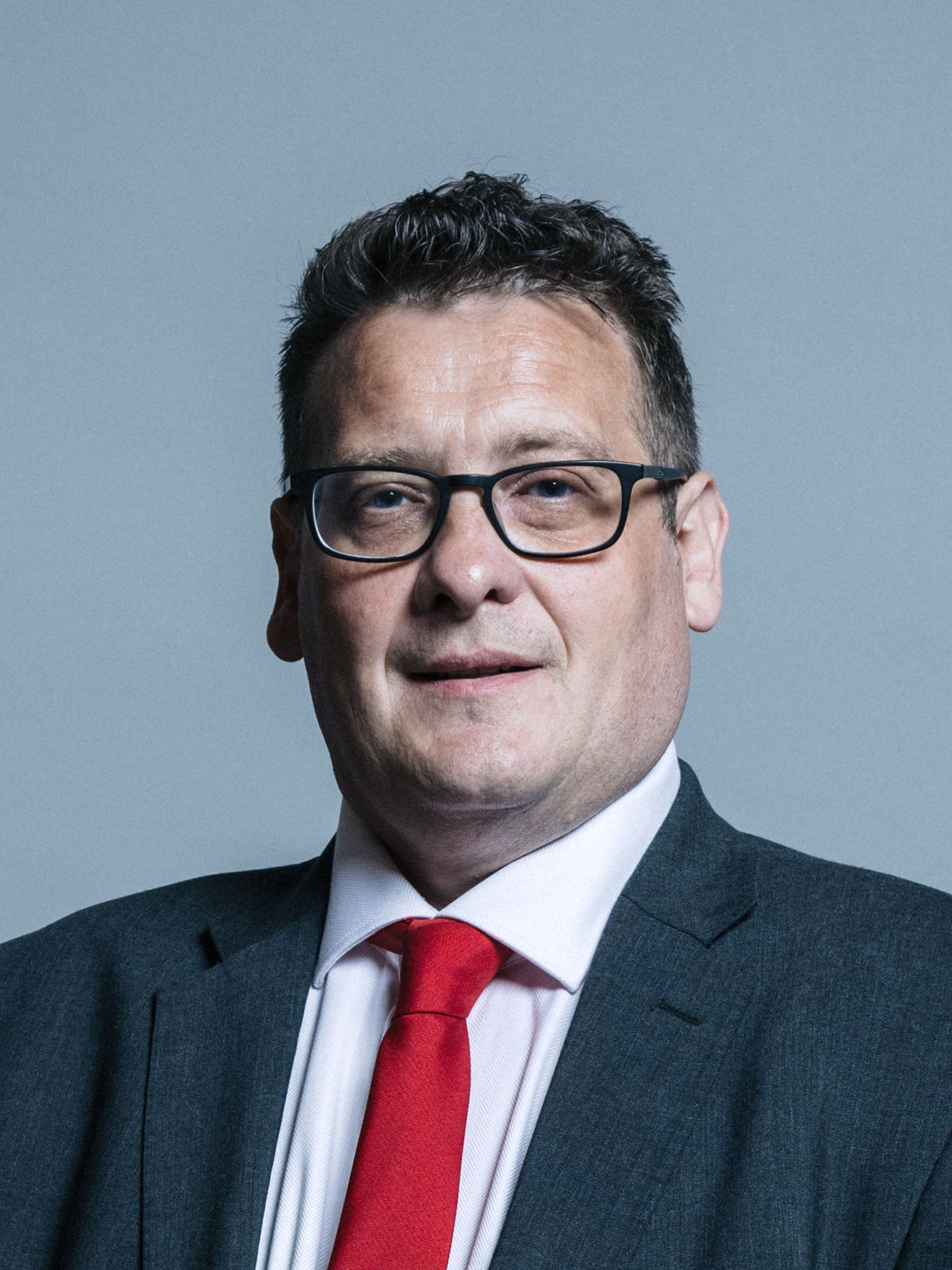

卡爾·透納（Karl Turner，1971年4月15日—）是一位英格蘭政治人物，他的黨籍是工黨。自2010年開始，他擔任東赫爾河畔金斯頓選區選出的英國下議院議員。在從政之前他曾是律師。